# Pucheng, Nanping
Pucheng är ett härad inom staden Nanping i provinsen Fujian i sydöstra Kina.
Pucheng är indelat i två stadsdelsdistrikt, nio köpingar och åtta socknar.
Stadsdelsdistrikt (jiedao):

- Hebin (河滨街道)
- Nanpu (南浦街道)

Köpingar (zhen):

- Fuling (富岭镇)
- Jiumu (九牧镇)
- Liantang (莲塘镇)
- Linjiang (临江镇)
- Shibei (石陂镇)
- Shuibeijie (水北街镇)
- Xianyang (仙阳镇)
- Yongxing (永兴镇)
- Zhongxin (忠信镇)

Socknar (xiang):

- Fengxi (枫溪乡)
- Guancuo (管厝乡)
- Guanlu (官路乡)
- Gulou (古楼乡)
- Haocun (濠村乡)
- Panting (盘亭乡)
- Shanxia (山下乡)
- Wan'an (万安乡)